# Ferenc Szisz
Ferenc Szisz (Szeghalom, 20 settembre 1873 – Auffargis, 21 febbraio 1944) è stato un pilota automobilistico ungherese.

## Biografia

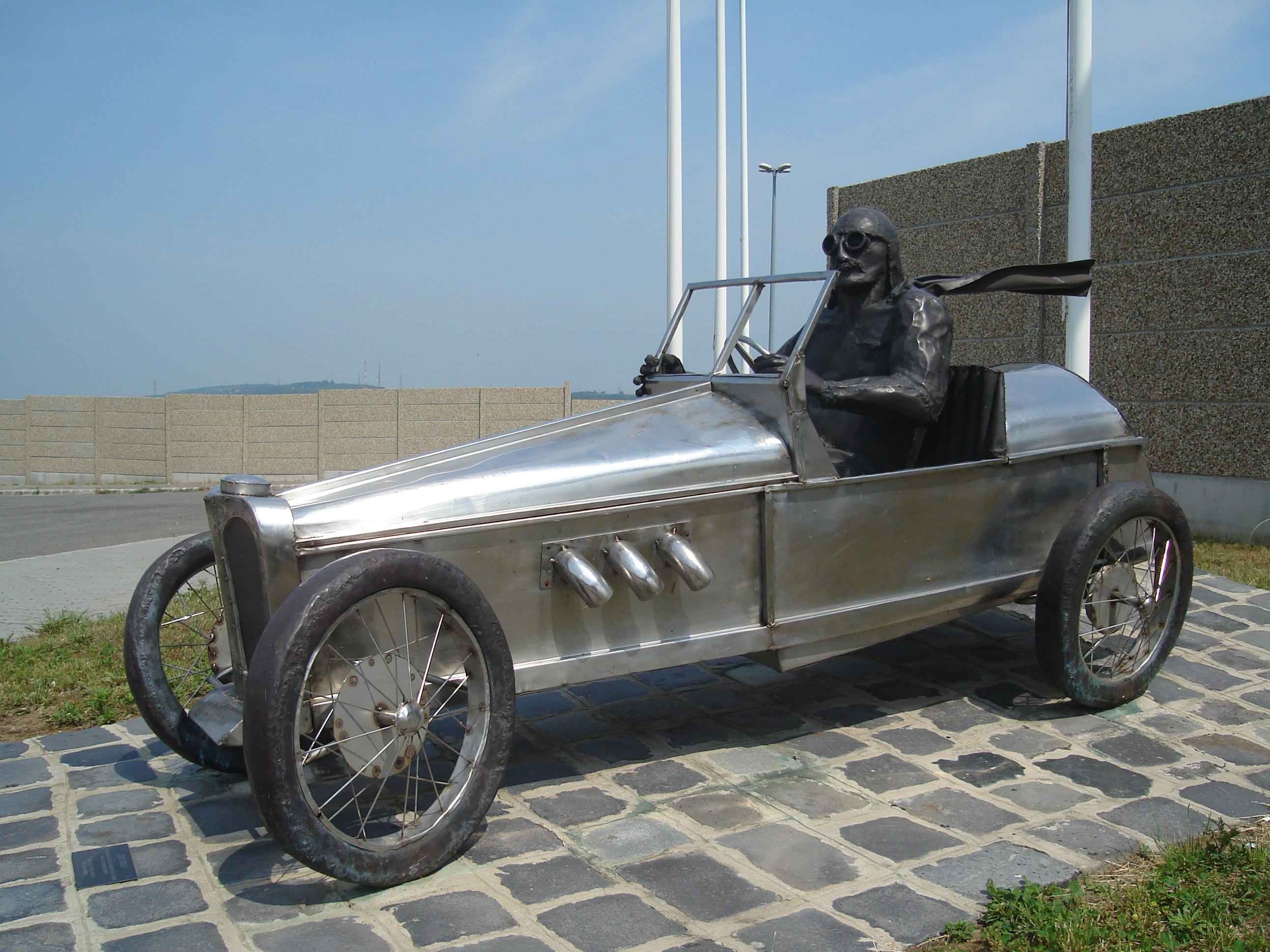
La statua che campeggia all'entrata dell'Hungaroring

Probabilmente il più grande pilota ungherese di tutti i tempi, fu il vincitore in carriera della I edizione del Gran Premio di Francia, a Le Mans nel 1906.
È morto in Francia, nel 1944 a 70 anni compiuti, ad Auffargis, dove da tempo viveva.